# Synopeas yanagi
Synopeas yanagi är en stekelart som beskrevs av Yamagishi 1980. Synopeas yanagi ingår i släktet Synopeas och familjen gallmyggesteklar. Inga underarter finns listade i Catalogue of Life.